# Sueren
Sueren (su´ e - ren) is een kooktechniek waarbij het gaat om overtollig water te lozen zonder het voedsel - bijvoorbeeld groenten - te laten kleuren. Dit "uitzweten" gebeurt in boter en in een gesloten pan, dus onder een deksel. Een ui glazig laten worden is een voorbeeld van sueren.
Deze bereidingswijze wordt veel gebruikt als basis voor een saus, om vervolgens in dezelfde kookpot de andere ingrediënten toe te voegen zodat de smaak die in de boter is ingetrokken blijft behouden.
Een vergelijkbare techniek, maar dan zonder deksel en op een hoger vuur wordt sauteren genoemd.